# Kristijan Bistrović
Kristijan Bistrović (Croatian pronunciation: [krǐstijan bǐstroʋitɕ]; sinh ngày 9 tháng 4 năm 1998) là một cầu thủ bóng đá người Croatia thi đấu ở vị trí tiền vệ cho câu lạc bộ CSKA Moskva.

## Sự nghiệp câu lạc bộ
Ngày 12 tháng 1 năm 2018, Bistrović ký hợp đồng với P.F.K. CSKA Moskva đến mùa hè 2022. Ngày 8 tháng 3 anh ra mắt cho đội bóng trong trận đấu ở vòng 1/8 UEFA Europa League với Olympique Lyonnais khi vào sân từ ghế dự bị ở phút thứ 82. Anh ghi bàn thắng đầu tiên cho CSKA vào ngày 18 tháng 8 góp công vào chiến thắng 3-0 trước Arsenal Tula.

## Thống kê sự nghiệp

### Câu lạc bộ
Tính đến trận đấu diễn ra ngày 13 tháng 5 năm 2018
| Câu lạc bộ          | Mùa giải            | Giải vô địch           | Giải vô địch | Giải vô địch | Cúp Quốc gia | Cúp Quốc gia | Châu lục | Châu lục | Khác | Khác | Tổng cộng | Tổng cộng |
| Câu lạc bộ          | Mùa giải            | Hạng đấu               | Trận         | Bàn          | Trận         | Bàn          | Trận     | Bàn      | Trận | Bàn  | Trận      | Bàn       |
| ------------------- | ------------------- | ---------------------- | ------------ | ------------ | ------------ | ------------ | -------- | -------- | ---- | ---- | --------- | --------- |
| Slaven Koprivnica   | 2014–15             | Prva HNL               | 1            | 0            | 0            | 0            | –        | –        | –    | –    | 1         | 0         |
| Slaven Koprivnica   | 2015–16             | Prva HNL               | 0            | 0            | 0            | 0            | –        | –        | –    | –    | 0         | 0         |
| Slaven Koprivnica   | 2016–17             | Prva HNL               | 2            | 0            | 0            | 0            | –        | –        | –    | –    | 2         | 0         |
| Slaven Koprivnica   | 2017–18             | Prva HNL               | 12           | 0            | 1            | 0            | –        | –        | –    | –    | 13        | 0         |
| Slaven Koprivnica   | Tổng cộng           | Tổng cộng              | 15           | 0            | 1            | 0            | –        | –        | –    | –    | 16        | 0         |
| CSKA Moskva         | 2017–18             | Russian Premier League | 7            | 0            | 0            | 0            | 2        | 0        | –    | –    | 9         | 0         |
| Tổng cộng sự nghiệp | Tổng cộng sự nghiệp | Tổng cộng sự nghiệp    | 22           | 0            | 1            | 0            | 2        | 0        | –    | –    | 25        | 0         |

## Danh hiệu
CSKA Moscow
- Russian Super Cup: 2018[5]